# 迪布爾峰
77°29′S 169°3′E / 77.483°S 169.050°E
迪布爾峰（英語：Dibble Peak）是南極洲的山峰，位於羅斯島，處於郵政局山西南面4.3公里，屬於凱爾山的一部分，海拔高度約1,100米，現時由南極條約體系管理。